# Esbjerg-Agerbæk Jernbane
Esbjerg-Agerbæk Jernbane (EAJ) var en planlagt jernbanestrækning i Sydvestjylland, som skulle forbinde Esbjerg med dens oplandsbyer mod nordøst, så de kunne få del i havnebyens rivende udvikling.
Agerbæk var station på den etape af Diagonalbanen, der i 1916 blev åbnet mellem Bramming og Grindsted. Der var altså i forvejen jernbaneforbindelse mellem Esbjerg og Agerbæk, men ad en omvej. De lokale foreslog en mere direkte forbindelse via den berømte Korskro.
Banen blev taget med i Jernbaneloven af 20. marts 1918, så staten forpligtede sig til at betale 50% af anlægsomkostningerne. Imidlertid blev der i 1923 nedsat en kommission, der fejede planerne af bordet, da man mente, at banen ville skade de eksisterende statsbaner og at man i stedet kunne knytte busdrift til dem for langt færre midler.

## Standsningssteder
Forretningsudvalget for anlægget af Oksbøl-Esbjerg-Agerbæk Jernbane fik i november 1915 landinspektør Peter Winkel, Hillerød, til at udarbejde et projekt. Ifølge det skulle banens to grene tilsluttes statsbanen ved Boldesager; strækningen Esbjerg-Agerbæk ville blive 29,5 km lang og skulle indeholde følgende standsningssteder:
- Esbjerg station - forbindelse med Lunderskov-Esbjerg-banen og Den vestjyske længdebane.
- Andrup trinbræt.
- Skads station.
- Korskro station.
- Roust station.
- Årre station.
- Avtrup trinbræt.
- Fåborg station.
- Agerbæk station - forbindelse med Diagonalbanen.

En anden kilde har en sydligere linjeføring på 30,3 km:
- Esbjerg i km 0.
- Jerne i km 3.
- Andrup i km 6.
- Skads i km 8.
- Korskro i km 11.
- Grimstrup i km 15.
- Ny Hjortkær i km 19.
- Årre i km 23.
- Slebsager i km 25.
- Agerbæk i km 30,3.